# Melon Diesel
Melon Diesel és un grup de música de Gibraltar (Regne Unit), patrocinat per Sony Music que va aconseguir una gran popularitat a Espanya.

## Història
Melon Diesel va començar a tocar amb el nom de Treehouse als anys 90 i es van canviar el nom el 1995, basat en una beguda servida en un bar de Gibraltar on el grup solia tocar.
El grup es va traslladar a Londres per treballar amb el productor Barry Sage i van gravar La Cuesta de Mr. Bond. El nom del primer disc té a veure amb la pe·lícula de James Bond The Living Daylights, rodada a Gibraltar.
El segon disc el van gravar després d'una llarga gira de més de 100 espectacles. El van gravar als Eurosonic Studios de Madrid amb el productor Nigel Walker. El 2003 gravarien el seu últim àlbum d'estudi amb la formació original a Treviso, Venècia (Itàlia) amb el productor Danilo Ballo.
El grup es va separar el 2003 formant dues bandes, Area 52 i Taxi.

## Discografia
- La Cuesta de Mr. Bond, posat a la venda el 24 de juny del 1999.[3]

1. Contracorriente
2. Por Tí
3. Desaparecida
4. Nuestra Historia
5. Quiero un Camino
6. Loco
7. Volar
8. Alguien Especial
9. Déjalo y Vive
10. Sin Querer
11. Se Acabó la Fe
12. Is this it?

- La Cuesta de Mr. Bond (versió anglesa), posat a la venda el 10 de juliol del 2000.

1. Graveyard
2. Marlisse
3. Backroom
4. Did it Again
5. Here we are
6. I Stay
7. Butterfly
8. Ready to Learn
9. Gotta Leave
10. Not a Second
11. Big old House
12. Is this it?

- Hombre en el Espejo, posat a la venda el 21 de maig del 2001[4]

1. Grita
2. Hombre en el Espejo
3. En el Andén
4. Calle Desengaño
5. Mundo Irreal
6. Lo que te digo
7. Por los días que vendrán
8. Si me desprecias
9. T.V.
10. Llenabas mi alma
11. Planeta Verde
12. Sabes Mentir

- Real, posat a la venda el 20 de gener del 2003[5]

1. It's Only Yoy
2. Live live live
3. Can I Follow?
4. You're Chocolate
5. How do yo feel?
6. What's it gonna be
7. All that you want
8. Venice
9. Daddy's love
10. Love the great
11. The thought I feared the most
12. Niña del sur
13. Al otro lado
14. Chocolate
15. Tal vez
16. Náufrago en el Peñón
17. Dime por qué